# Jens Sörensen Wand
Jens Sörensen Wand (nach einigen Quellen auch Wandt oder Jens Sørensen Vand; * 28. April 1875 in Rolsø/Mols in Dänemark; † 26. Mai 1950 bei Norderoog) war Vogelschützer und Vogelwart auf der Hallig Norderoog.

## Leben
Im Geburtsregister von Rolsø ist er unter Nr. 9/1875 als „Jens Sörensen Vand“ eingetragen; seine unverheirateten Eltern waren Ane Marie Sörensen Vand von Vrinners und Jens Fangel Jensen von Todberg Mølle.
Mit seiner Ehefrau Helene Marie, geb. Jespersen, hatte Wand sieben Kinder, die zwischen 1897 und 1909 geboren wurden. Die Familie lebte in Brede bei Bredebro nördlich von Tondern. Helene Marie Wandt ertrank im Wattenmeer vor Norderoog; laut Inschrift auf dem Grabstein geschah dieses im Sommer 1914. Dänische Quellen weisen den Todestag als unbekannt und das Sterbejahr mit 1916 aus.

### Sein Wirken als Vogelwart
Wand war erster Vogelwart des Vogelschutzverein Jordsand auf der Hallig Norderoog im Nordfriesischen Wattenmeer, nachdem der Verein die Hallig 1909 für den Seevogelschutz erworben hatte, und tat seinen Dienst bis zu seinem Tod 1950 ebendort. Die Pionierarbeit, der langjährige Dienst und nicht zuletzt seine Persönlichkeit verbinden ihn bis heute mit der Hallig und dem Seevogelschutz.
Zum ersten Mal kam er im Mai 1909 auf die damals 18 Hektar große Vogelschutzhallig Norderoog und bat darum die nächste Saison auf der Hallig Jordsand zu verbringen, um seiner Familie in Brede näher zu sein. Dies wurde unterstützt, da er wegen seines strengen Auftretens besonders geeignet schien, auf Jordsand das große Problem mit unbefugten Besuchern in den Griff zu bekommen. So wurde er vom Verein Jordsand 1910 und 1911 auf Jordsand und 1912 auf dem Ellenbogen eingesetzt, bevor er 1913 und 1914 nach Norderoog zurückkehrte.
Von 1932 bis 1950 lebte er jede Saison auf Norderoog.
Er bewohnte auf Norderoog einen durch den Vogelschutzverein errichteten Pfahlbau mit nur einem Raum. Nur die Zeit von November bis März verbrachte er in Husum.
Zu seinen Aufgaben als Vogelwart zählten: das Führen der Vogelstatistik, das Zählen der verschiedenen Bestände, die Auflistung der Populationen mit Zu- und Abgängen, ferner die Befestigung der Halligkante unter Anleitung des Marschenbauamts Husum, das auch die Materialien dafür zur Verfügung stellte. Herausragend war die Erhaltung der Brandseeschwalbenkolonie auf Norderoog.

### Seine eigentümliche Persönlichkeit
Um das Leben und Wirken von Jens Wand, den man als „Vogelkönig von Norderoog“ oder auch als „Hallig-Robinson“ bezeichnete, rankt sich manche Legende. Es hieß zum Beispiel, er hätte kaum die Schule besucht. Er behauptete von sich, als junger Mann schon, ehe er auf die Hallig kam, alle Meere der Welt befahren zu haben.
Man schilderte ihn als eigensinnigen Charakter, mit eher derben Umgangsformen, und als Eigenbrötler, der sich – nach zahlreichen persönlichen Enttäuschungen – von seinen Mitmenschen abwandte und die Einsamkeit suchte. An die Wand seiner Hütte auf Norderoog hatte er mit weißer Kreide den Vers geschrieben: „Von meinen letzten falschen Freunden geschieden, leb’ ich hier in stillem Frieden. Jens Wand.“
Auf sein Äußeres legte er keinen Wert. Ein typisches Bild zeigt ihn mit abgewetzter, zerlumpter Kleidung, in der Hand einen dicken Eichenknüppel. Sein eigenes Ende vorausahnend, soll er im Frühjahr des Jahres 1950 gesagt haben: „Eenmal halt de Woogen mi doch“ (Hochdeutsch: Einmal holen die Wogen mich doch.)

### Sein Tod im Wattenmeer

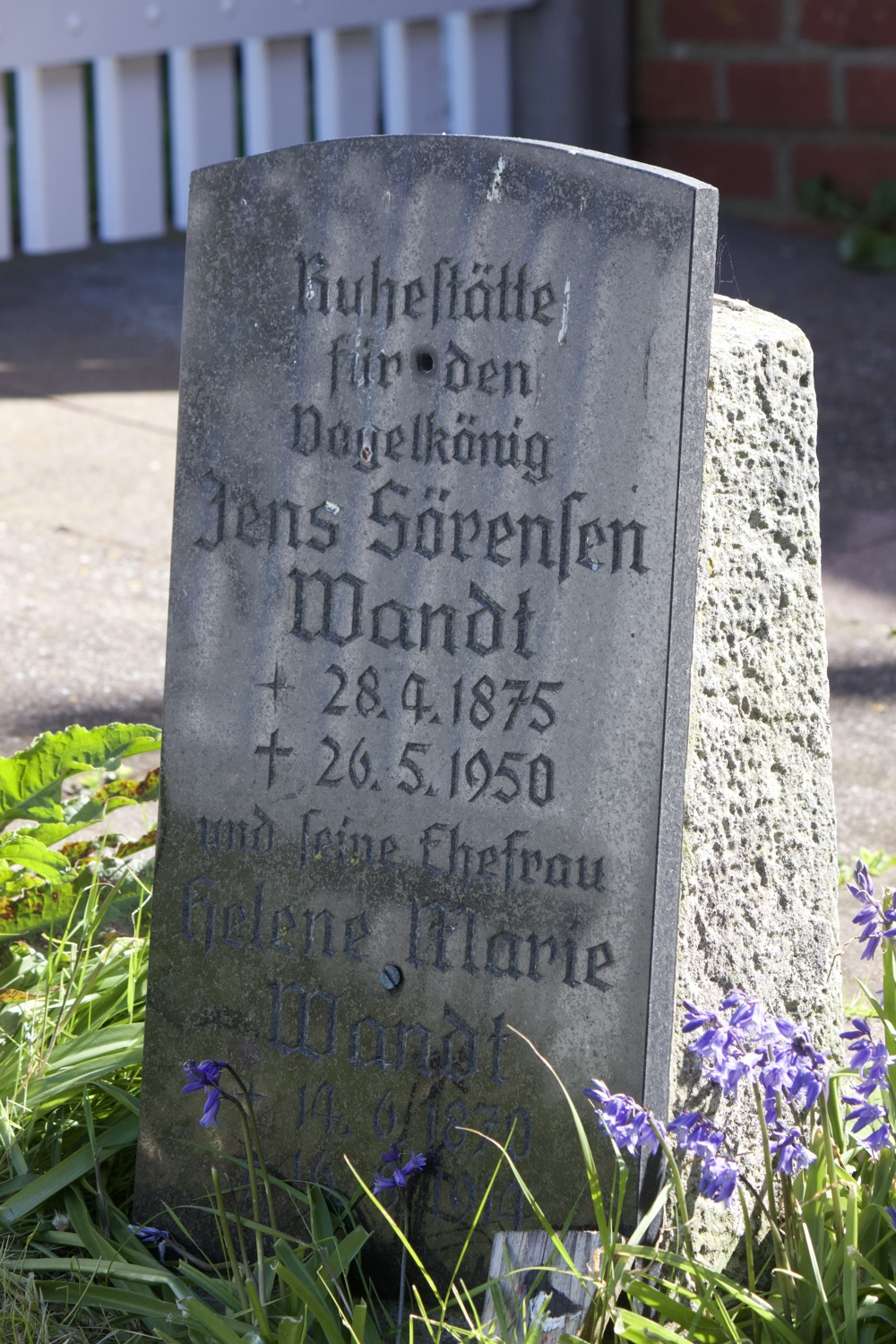
Grabstein Jens Sörensen Wandt (sic!) und Ehefrau Helene Marie auf der Kirchwarft Hallig Hooge

In der Nacht zum 26. Mai 1950 starb er, nachdem er eine Filmgesellschaft sicher über das Watt zur benachbarten Hallig Hooge zurückgeleitet hatte und anschließend, begleitet von einem Wanderer, auf dem Rückweg Norderoog verfehlte. Als Nebel aufzog, kam es zwischen ihnen zu einem Streit darüber, welchen Weg sie wählen sollten. Jens Wand bestand auf seiner Kenntnis des Wattenmeers, der andere vertraute seinem Kompass. Der Wanderer kam auf Norderoog an. Jens Wand wurde später angeblich noch auf dem Japsand gesehen, wurde jedoch am folgenden Tag tot auf Norderoog angespült. Er konnte der aufkommenden Flut nicht mehr entfliehen, erlitt einen Gehirnschlag und ertrank.
Davon berichten das Husumer Tageblatt am 30. Mai 1950 und die Husumer Nachrichten am 28. Januar 2011 wie folgt:

„Wie wir bereits berichteten, ertrank der seit über 40 Jahren als Vogelwärter des Vereins ‚Jordsand‘ auf der Hallig Norderoog tätige 76jährige Jens Wandt [sic!] in einem Priel zwischen Hooge und Norderoog. In Begleitung des zur Zeit mit Filmaufnahmen beschäftigten Herrn Venzl ging der alte Jens Wandt morgens um zwei in völliger Dunkelheit von seiner Vogelhallig, um einen Besucher aus Rendsburg nach Hooge zu bringen. Letzterer beabsichtigte, gegen vier Uhr mit einem Halligboot zum Festland zu fahren. Auf dem Rückweg kamen bei bereits aufkommenden Wasser, der alte Jens Wandt und Herr Venzl vom Kurs ab. Trotz mehrfachen Abratens durchwatete Wandt einen Priel in der Annahme, dass es eine Rinne sei, die zwischen Norderoog und Hooge verläuft. Herr Venzl ließ sich auf das Unternehmen nicht ein und ging etwa in gleicher Richtung zurück. Nach kurzer Zeit erblickte er verschwommen bei allmählich aufkommender Helligkeit im Süden die Hallig Norderoog. Im Glauben, dass auch Jens Wandt bald ankommen würde, steuerte er auf die Hütte zu. Jens Wandt kam aber nicht mehr auf seine Vogelhallig zurück. Er wurde von Herrn Venzl dann noch einmal auf der gegenüberliegenden Sandbank gesichtet. Bei einem Gang auf Umwegen nach Norderoog ist Wandt bei einem erneuten Versuch, durch den Priel zu kommen, einem Gehirnschlag erlegen. Am folgenden Tag trieb seine Leiche – wie die seiner Frau vor 34 Jahren – vor der Abbruchkante seiner geliebten Hallig an.“

„Petersen schildert das Ereignis bei der Rückkehr aufs Festland so: ‚Mein Freund und ich und Rolf Venzl, ein Hobby-Ornithologe, brachen am Freitagmorgen um 1.30 Uhr auf. Wir gingen durch das Watt nach Hooge. Wir mussten um vier Uhr das Post-Schiff zum Festland erreichen. Jens Wandt führte uns.‘ Bald habe er anhand seines Kompasses gemerkt, dass Wandt viel zu weit nach rechts marschierte, nämlich direkt auf das Rummelloch mit seiner lebensgefährlichen Strömung zu. ‚Wir konnten ihn Gott sei Dank umstimmen. Nach fast zwei Stunden erreichten wir glücklich Hooge und das Schiff‘, berichtet er. Kaum angekommen, stritten sich Venzl und Wandt. Der Hobby-Ornithologe Venzl, der auf Norderoog einen Film drehte, hatte vorgeschlagen, das Niedrigwasser und die Helligkeit abzuwarten. ‚Wir schlugen uns auf Venzl’s Seite und gaben unseren Senf dazu, aber Wandt ignorierte uns‘, so Petersen. Er wollte unbedingt zurück. Wieder schlug er einen falschen Kurs ein. An einem Priel trennte sich Venzl schließlich und ging – nach einem erneuten Streit – den direkten Weg zurück. Während Venzl mit Hilfe eines Kompasses schon nach 300 Metern auf Norderoog ankam, hatte Wandt keine guten Karten. Er musste sich der rasch auflaufenden Flut geschlagen geben. Er konnte sich nur noch auf einen erhöhten Punkt retten. Nach den Aufzeichnungen Venzls schlug Wandt bei eintretender Ebbe den Weg nach Hooge ein. Doch plötzlich war er aus Venzls Blickfeld verschwunden. Wandt kam nie auf Hooge an. Am nächsten Morgen wurde seine Leiche 150 Meter nördlich von Norderoog angeschwemmt.“

Seine letzte Ruhe fand Wand, wie schon seine Ehefrau, auf Hallig Hooge. Der Grabstein steht an der Rückwand der Kirche und trägt die Gravur Ruhestätte für den Vogelkönig Jens Sörensen Wandt.